# Sylvie Lubamba
Sylvie Lubamba, de son nom complet Renée Sylvie Lubamba née à Florence (Italie) le 29 février 1972, est une actrice et animatrice de télévision italienne d'origine congolaise.

## Biographie
Renée Sylvie Lubamba est née à Florence en 1972 de parents congolais originaires de Kinshasa. Après son diplôme dans une institution de pères piaristes, elle devient mannequin. En 1992, elle est élue miss Toscane et prend ainsi le droit de participer au concours de Miss Italie, devenant le premier concurrent de couleur dans la compétition, mais elle est ensuite disqualifiée pour avoir posé nue dans une prise de photos.
En 1998, après quelques apparitions dans des publicités, elle commence sa carrière à la télévision dans l'émission Guida al campionato (it) avec Alberto Brandi (it). En 2004, elle obtient la reconnaissance artistique pour son rôle de soubrette dans l'émission Markette (it) avec Piero Chiambretti (it).

## Problèmes judiciaires
En janvier 2006, elle a été condamnée par le tribunal de Grosseto à cinq mois et vingt jours de prison pour utilisation abusive de cartes de crédit, cela ne l'empêche pas de récidiver ce qui lui vaut de nouvelles condamnations.
Elle est de nouveau arrêtée le 7 août 2014 pour le même délit et condamnée à nouveau à 3 ans et 4 moins de prison.
Le 25 décembre 2017, elle est remise en liberté et semble encore « faire la une  » en 2018.

## Filmographie

### Cinéma
- 1995 : Ivo il tardivo (it) d'Alessandro Benvenuti
- 1996 : Chiavi in mano (it) de Mariano Laurenti
- 1997 : Finalmente soli (it) d'Umberto Marino
- 1998 : Figli di Annibale (it) de Davide Ferrario
- Fughe da Fermo d'Edoardo Nesi
- 2012 : Ridere fino a volare (it) d'Adamo Antonacci (it)

## Radio
- Radio Rai Radio 2: Un Giorno da Pecora
- Radio Bocconi: Catwalk

## Télévision
Rai 1
- Caffè Italiano
- Miss Italia
- Beato fra le Donne
- Su le Mani
- Prima
- Sottovoce
- Uno Mattina Estate
- I Soliti Ignoti
- La Vita in Diretta

Rai 2
- L’ultimo Concerto
- Fragole e Mambo
- Fenomeni
- Tg” Costume e Società
- L’Italia sul Due

Rai 3
- Sotto Traccia
- Quelli che…il Calcio
- Alle Cinque della Sera
- Blob

Canale 5:
- Pomeriggio Cinque
- Maurizio Costanzo Show
- Quei due sul Varano sitcom avec Lello Arena et Enzo Iacchetti
- Striscia la Notizia conduit par Ezio Greggio et Enzo Iacchetti
- Verissimo
- Tutte le Mattine
- Buona Domenica
- Tg5

Canale 5: Pomeriggio Cinque